# Ji Cancri
Ji Cancri o Chi Cancri (χ Cnc / 18 Cancri / HD 69897) es la séptima estrella más brillante de la constelación de Cáncer —el cangrejo— con magnitud aparente +5,14.
Se encuentra a 59 años luz de distancia del sistema solar.
Ji Cancri es una estrella blanco-amarilla de la secuencia principal de tipo espectral F6V.
Al igual que el Sol, su energía proviene de la fusión de hidrógeno en helio, pero es más caliente y luminosa que éste, siendo sus características semejantes a las de Tabit (π3 Orionis).
Con una temperatura efectiva entre 6190 y 6240 K, su luminosidad es 2,57 veces mayor que la del Sol.
Tiene una metalicidad —abundancia relativa de elementos más pesados que el helio— inferior a la solar. Su contenido de hierro es la mitad que en el Sol,
tendencia observada en la práctica totalidad de los elementos químicos evaluados.
Gira sobre sí misma con una velocidad de rotación de 5 km/s, dos veces y media más deprisa que el Sol.
Su masa es entre un 6% y un 11% mayor que la masa solar y tiene una edad estimada de 3100 millones de años.